# Karabin XM8
XM8 – amerykański modułowy karabin automatyczny. Karabin XM8 został stworzony na podstawie karabinu HK G36.

## Historia
W 1994 roku rozpoczęto w USA program Objective Individual Combat Weapon (OICW) którego celem było wprowadzenie do uzbrojenia nowego rodzaju broni, połączenia karabinu automatycznego i granatnika powtarzalnego. Początkowo planowano, że nowa broń oznaczona jako XM29 zastąpi karabiny M16, karabinki M4 i granatniki M203. Z czasem postanowiono, że tylko czterech żołnierzy drużyny będzie uzbrojonych w XM29. Pozostali mieli być uzbrojeni w konwencjonalne karabiny automatyczne i maszynowe.
W związku z decyzją o pozostawieniu na uzbrojeniu żołnierzy piechoty klasycznych karabinów podjęto decyzję o opracowaniu nowego karabinu automatycznego o konstrukcji analogicznej do karabinka stanowiącego część XM29. W październiku 2003 roku do ośrodka badawczego w Aberdeen dostarczono 30 karabinów XM8 w czterech wersjach: subkarabinka (Compact Carbine), karabinka (Carbine), karabinu (Automatic Rifle) i karabinu precyzyjnego (Sharpshooter Rifle). W połowie grudnia 2003 roku US Army otrzymała następne 170 karabinów XM8 w różnych odmianach.
XM8 podobnie jak karabinek zastosowany w XM29 jest modyfikacją niemieckiego karabinu HK G36. Podstawowe zmiany w stosunku do G36 to nowy kształt polimerowego łoża i składanej kolby i zastosowanie zatrzasku zamkowego zwalnianego zewnętrzną dźwignią (zamek G36 zwalnia się odciągając go lekko przy pomocy rękojeści przeładowania). Modyfikacji poddano także większość pozostałych mechanizmów wewnętrznych w rezultacie czego mechanizmy G36 i XM8 nie są wymienne.
Po zakończeniu prób (także w warunkach bojowych w Iraku), w połowie 2004 roku na wniosek US Army Kongres przyznał w roku budżetowym 2006 32,5 mln dolarów na zakup 10 400 karabinów XM8 w wersjach subkarabinka (CQC), karabinka (SC) oraz karabinu precyzyjnego/ręcznego karabinu maszynowego (DMAR). Miały one być uzbrojeniem żołnierzy dwóch brygad piechoty. Wywołało to sprzeciw organizacji Defence Small Arms Advisory Council zrzeszającej kilka firm produkujących broń strzelecką. Zwróciła ona uwagę, że firmy Heckler und Koch i Aliant Techsystems wygrały konkurs na stworzenie XM29, a XM8 ma z tym programem niewiele wspólnego i dlatego powinien powstać w wyniku odrębnego konkursu.
W listopadzie 2004 roku ogłoszono konkurs mający wyłonić nowy modułowy karabin US Army. Konkurs wywołał kolejny sprzeciw DSAAC, ponieważ zapisane w nim wymagania wobec nowej broni idealnie pokrywały się z wcześniejszymi wymaganiami wobec XM8. W efekcie konkurs został anulowany, a Kongres wstrzymał finansowanie programu XM8. 31 października 2005 roku program karabinu XM8 został definitywnie anulowany. Łączne koszty programu wyniosły 29 mln USD.
Wcześniej 4 marca 2005 roku rozpoczęto proces wyboru nowej rodziny broni strzeleckiej składającej się z subkarabinka, karabinka, karabinu i ręcznego karabinu maszynowego (zasilanego taśmowo). Wśród uczestników tego konkursu znajduje się firma Aliant Techsystems która proponuje dostosowane do wymagań nowego konkursu wersje XM8.

## Opis
XM8 był indywidualną bronią samoczynno-samopowtarzalną. Zasada działania oparta na wykorzystaniu energii gazów prochowych odprowadzanych przez boczny otwór w lufie. Zamek ryglowany przez obrót. Broń wyposażono w zaczep suwadła. Mechanizm spustowy kurkowy, umożliwia strzelanie ogniem pojedynczym i seriami. Skrzydełko przełącznika rodzaju ognia (pełniące także funkcję bezpiecznika) po obu stronach komory zamkowej. Zasilanie z łukowych magazynków 30-nabojowych (niewymiennych z magazynkami M16) lub 100 nabojowych, dwubębnowych Beta. Lufa samonośna zakończona podstawą bagnetu. Na wierzchu komory zamkowej uchwyt do przenoszenia. W tylnej części chwytu umieszczono celownik kolimatorowy optyczny z elektronicznie generowanym znakiem celowniczym. Awaryjnie można korzystać z prostych mechanicznych przyrządów celowniczych. Kolba teleskopowa z tworzywa sztucznego składana na prawą stronę karabinu. Pod karabin można było podwiesić granatnik XM320 lub strzelbę XM26 LSS.

## Użycie
Choć XM-8 nie został przyjęty przez Armię Stanów Zjednoczonych, broń ta użytkowana jest przez Malezyjskie Siły Zbrojne, a dokładniej przez komandosów jednostki specjalnej PASKAL.